# 어안 렌즈

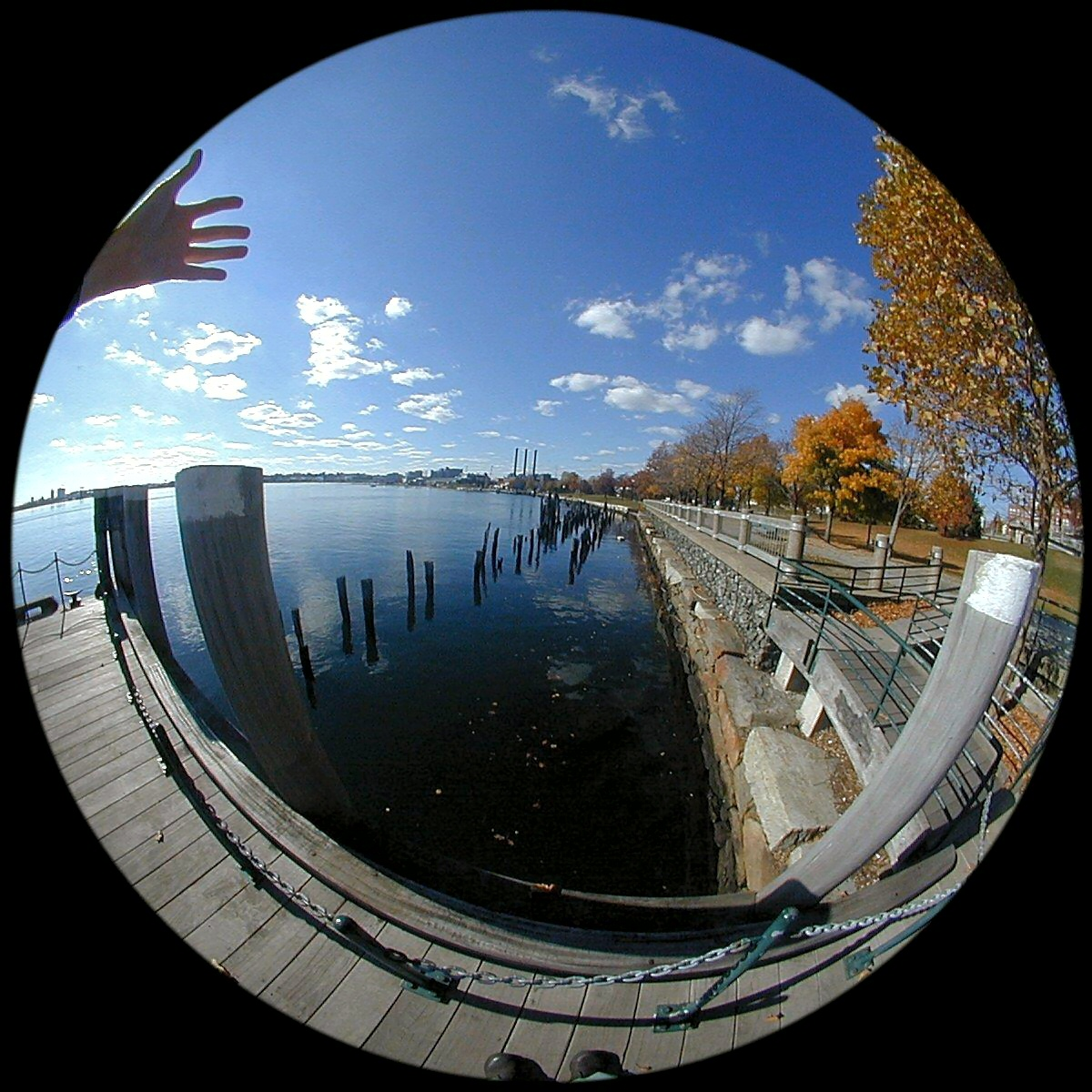
어안 렌즈 이미지

어안 렌즈(魚眼-, 영어: fisheye lens)는 카메라 등에 사용하는 사진 렌즈로, 중심 투영 방식이 아닌 투영 방식을 채용하고 있는 것을 가리킨다. 화각이 180도 이상인 초광각 렌즈다. 어안이라는 명칭은, 어류의 관점인 물밑에서 수면 위를 올려보는 경우 물의 굴절률로 인해 물위의 풍경이 원형으로 보이는 것에서 왔다.

## 같이 보기
- 정거 방위 도법
- 대시캠